# Christian Schmidt (Schreiner)
Christian Rudolf Schmidt (* 4. August 1708 in Hadamar; † 19. Oktober 1753 im Kloster Marienstatt) war ein nassauischer Schreiner des Barocks.
Schmidt wurde als Sohn des Schreinermeisters Johann Heinrich Schmidt geboren. 1735 trat er als Laienbruder in die Zisterzienserabtei Marienstatt ein. Dort schuf er mit dem barocken, aus Eichenholz geschnitzten Treppenhaus sein Hauptwerk. Die reich verzierte, zweiarmige Treppe führt im Portalbereich des Klosters in das obere Stockwerk.